# Luci Rosci Otó
Luci Rosci Otó (en llatí Lucius Roscius Otho) va ser un magistrat romà del segle i aC. Formava part de la gens Ròscia, una antiga gens romana d'origen plebeu.
Va ser elegit tribú de la plebs l'any 67 aC i era un partidari decidit dels optimates. Quan Aule Gabini va proposar a través d'una rogatio, confiar a Gneu Pompeu el comandament de la guerra contra els pirates, Rosci Otó i el seu col·lega Luci Trebel·li, d'acord amb els desitjos de l'aristocràcia, s'hi van oposar. Es diu que Rosci, quan va veure que la votació sobre la proposta era desfavorable als optimates i la manera com s'havia tractat al seu col·lega Trebel·li, tot i que tenia por de parlar, va aixecar dos dits volent dir que juntament amb Pompeu se n'havia d'escollir un altre, que no hi havia d'haver comandament únic. Això va provocar una gran indignació als comicis reunits, que van aixecar una cridòria tant forta que un corb que passava volant per damunt de l'assemblea va caure atordit damunt de la gent.
Una mica després Otó va fer aprovar una llei, la Lex Roscia theatralis que donava als equites i a les persones del cens eqüestre un lloc destacat als espectacle públics, al costat dels llocs dels senadors. Fins i tot els equites que havien perdut el rang tindrien un lloc reservat específic. Aquesta llei va ser molt impopular, ja que excloïa al poble de seients que abans ocupava junt amb els equites. Encara en el consolat de Ciceró aquesta llei va provocar disturbis, l'any 63 aC, i va costar molts esforços a l'orador tranquil·litzar els ànims de la gent.
L'any 45 aC Rosci Otó encara era viu.